# Gary Ablett
Gary Ian Ablett (* 19. November 1965 in Liverpool; † 1. Januar 2012) war ein englischer Fußballspieler und -trainer.

## Leben und Karriere
Ablett begann 1983 seine Spielerkarriere beim FC Liverpool. Über drei Jahre später feierte er sein Debüt für die erste Mannschaft der Reds am 20. Dezember 1986 gegen Charlton Athletic. Sein einziges Tor für den FC Liverpool schoss der Verteidiger am 18. April 1987 gegen Nottingham Forest. Mit den Reds wurde er zweimal englischer Meister und einmal englischer Pokalsieger. Während seiner Zeit beim FC Liverpool wurde er zweimal ausgeliehen, 1985 zu Derby County und 1986 zu Hull City. Im Januar 1992 wechselte er zum FC Everton für eine Ablösesumme von 750.000 Pfund. Drei Jahre später kam ein weiterer englischer Pokalsieg hinzu, diesmal mit den Toffees. 1996 spielte Ablett für ein Jahr leihweise bei Sheffield United. Im gleichen Jahr ging es weiter zu Birmingham City. Die Mannen aus Birmingham bezahlten für den Verteidiger etwa 390.000 €. Nach drei Jahren bei City ließ er seine Karriere bei den Wycombe Wanderers (1999/leihweise), dem FC Blackpool (2000) und den Long Island Rough Riders in der nordamerikanischen A-League (2000–2001) ausklingen. International spielte Ablett einmal für die englische U-21 Auswahl. Im Sommer 2002 nach seiner aktiven Spielerkarriere wurde er Jugendtrainer beim FC Everton (U-17-Mannschaft).
Nachdem er im Sommer 2006 die Reservemannschaft des FC Liverpool betreut hatte, übernahm er am 8. Juli 2009 als Cheftrainer den Drittligisten Stockport County. Nach einer unbefriedigenden Spielzeit, in der nur fünf Saisonsiege gelangen, stieg er mit der Mannschaft als Tabellenletzter in die viertklassige Football League Two ab und verließ im Juni 2010 den Verein.
Im Juli 2010 trat Ablett dem Trainerstab der Mannschaft Ipswich Town bei. Mitte 2010 wurde bei Ablett ein Non-Hodgkin-Lymphom diagnostiziert, an dessen Folgen er am 1. Januar 2012 verstarb.

### Erfolge
- 2 × englischer Meister mit FC Liverpool (1988, 1990)
- 2 × englischer Pokalsieger mit dem FC Liverpool (1989) und dem FC Everton (1995)
- 3 × Sieger der Charity Shield mit dem FC Liverpool (1988, 1990) und dem FC Everton (1995)